# Чемпионат мира по академической гребле 1979
9-й чемпионат мира по академической гребле прошёл с 4 по 9 сентября 1979 года в городе Блед (Югославия). 

## Медалисты

### Мужчины
| Дисциплина                | Золото | Золото  | Серебро | Серебро | Бронза | Бронза  |
| ------------------------- | --- | ------- | --- | ------- | --- | ------- |
| Одиночки M1x              | Перти Карппинен Финляндия | 6:58,27 | Петер Кольбе ФРГ | 7:04,60 | Рюдигер Райхе ГДР | 7:06,55 |
| Двойки парные M2x         | Норвегия · Альф Хансен · Франк Хансен | 6:26,98 | Чехословакия · Зденек Пецка · Вацлав Вохоска | 6:30,46 | ГДР · Уве Хеппнер · Мартин Винтер | 6:32,01 |
| Двойки без рулевых M2-    | ГДР · Йорг Ландфойгт · Бернд Ландфойгт | 6:42,63 | СССР · Юрий Пименов · Николай Пименов | 6:45,76 | Швейцария Ханс-Конрад Трюмплер Штефан Нецле | 6:48,67 |
| Двойки с рулевыми M2+     | ГДР · Герхард Ибелер · Юрген Пфайффер · Георг Шпор (рул) | 7:06,35 | Чехословакия · Милан Шкопек · Йозеф Пламинек · Олдржих Гейдушек (рул)                                                                                           | 7:06,95 | США · Марк Борчелт · Фредерик Борчелт · Кристофер Уэллс (рул) | 7:09,90 |
| Четвёрки парные M4x       | ГДР · Петер Керстен · Клаус Крёппелин · Карл-Хайнц Бусерт · Йоахим Драйфке | 5:50,70 | ФРГ Альберт Хеддерих Раймунд Хёрман Дитер Виденман Михаэль Дюрш                                                                                                 | 5:54,16 | Франция · Кристиан Марки · Жан-Раймон Пельтье · Шарль Эмбер · Ролан Вей | 5:57,80 |
| Четвёрки без рулевых M4-  | ГДР · Вольфганг Магер · Штефан Земмлер · Андреас Деккер · Зигфрид Брицке | 6:00,64 | Чехословакия · Войтех Цаска · Йозеф Нештицкий · Любомир Заплетал · Иржи Прудил                                                                                  | 6:05,30 | Великобритания · Мартин Кросс · Дэвид Таунсенд · Иэн Макнафф · Джон Битти | 6:06,65 |
| Четвёрки с рулевыми M4+   | ГДР · Бернд Шлуфтер · Вальтер Диснер · Йенс Добершюц · Ульрих Диснер · Вернер Луц (рул)                                                                                           | 6:27,24 | СССР · Жоржс Тикмерс · Дзинтарс Кришьянис · Димантс Кришьянис · Артурс Гаронскис · Юрис Берзиньш (рул)                                                          | 6:29,23 | ФРГ Андреас Гёрлих Франк Шютце Вольфрам Тим Вольф-Дитрих Ошлис Манфред Кляйн (рул)                                                                                             | 6:31,32 |
| Восьмёрки M8+             | ГДР · Дитмар Шиллер · Йёрг Фридрих · Вернер Венцель · Фридрих Ульрих · Бернд Хёинг · Ульрих Карнац · Бернд Краус · Ортвин Родевальд · Клаус-Дитер Людвиг (рул)                    | 5:36,41 | Новая Зеландия · Грант Маколи · Энтони Брук · Тимоти Логан · Грег Джонстон · Конрад Робертсон · Питер Янсен · Марк Джеймс · Роберт Робинсон · Алан Коттер (рул) | 5:39,92 | СССР · Игорь Майстренко · Александр Манцевич · Виталий Мороз · Андрей Рудицин · Виктор Кокошин · Александр Ткаченко · Андрей Тищенко · Андрей Лугин · Григорий Дмитренко (рул) | 5:40,69 |
| Лёгкий вес                | |         | |         | |         |
| Одиночки LM1x             | Уильям Бельден США | 7:19,96 | Брайан Торн Канада | 7:21,78 | Раймунд Хаберль Австрия | 7:25,02 |
| Двойки парные LM2x        | Норвегия · Пол Бёрник · Арне Гилье | 6:38,08 | Нидерланды · Харальд Пунт · Рулоф Михелс | 6:44,15 | Италия · Мауро Торта · Романо Уберти | 6:45,90 |
| Четвёрки без рулевых LM4- | Великобритания · Иэн Уилсон · Стюарт Уилсон · Колин Барратт · Николас Хоу | 6:23,46 | Нидерланды · Петер ван Беркель · Виллем Аппельдорн · Рихард Хельслот · Пауль Паульсен                                                                           | 6:23,99 | Швейцария Рето Висс Томас фон Вайсенфлу Петер Центнер Пьер Ковач | 6:25,12 |
| Восьмёрки LM8+            | Испания · Франсиско Гойкоэчеа · Луис Артеага · Хайме Уриарте · Хосе Экспосито · Антонио Элисальде · Дионисио Редондо · Хавьер Пуэртас · Фернандо Климент · Педро Оласагасти (рул) | 5:53,10 | США · Стивен Шмитт · Скотт Стронг · Томас Филлипс · Джеффри Крозен · Крейг Дрейк · Джон Флетчер · Брайан Льюис · Уильям Батер · Роберт Броуди (рул)             | 5:53,28 | Нидерланды · Маркус Эмке · Хенк ван дер Кваст · Ханс Питерман · Ханс Ликлама · Ханс Повель · Берт ван Бал · Роб Эйленбрук · Рональд Велтхёйс · Гелле Клейн (рул)               | 5:55,06 |

### Женщины
| Дисциплина             | Золото | Золото  | Серебро | Серебро | Бронза | Бронза  |
| ---------------------- | --- | ------- | --- | ------- | --- | ------- |
| Одиночки W1x           | Санда Тома Румыния | 3:35,44 | Мартина Шрётер ГДР | 3:38,67 | Хенриетте Борриас Нидерланды | 3:39,61 |
| Двойки парные W2x      | ГДР · Корнелия Линзе · Хайди Вестфаль | 3:15,95 | Болгария · Светла Оцетова · Здравка Йорданова                                                                                                   | 3:16,31 | Румыния · Валерия Рэчилэ · Ольга Хомеги | 3:17,68 |
| Двойки распашные W2-   | ГДР · Корнелия Бюгель · Уте Штайндорф | 3:27,74 | Румыния · Флорика Доспинеску · Елена Опря | 3:30,44 | Польша · Малгожата Длужевская · Чеслава Костяньская | 3:32,30 |
| Четвёрки парные W4x+   | ГДР · Сибилле Титце · Кристине Рёпке · Ютта Лау · Росвита Цобельт · Лиане Бур (рул)                                                                                | 3:06,75 | Болгария · Анка Бакова · Долорес Накова · Румеляна Бончева · Марияна Сербезова · Ани Филипова (рул)                                             | 3:07,04 | Румыния · Мария Микша · Анета Михай · София Банович · Вероника Жугэнару · Элена Джуркэ (рул)                                                                | 3:08,06 |
| Четвёрки распашные W4+ | СССР · Валентина Семёнова · Светлана Семёнова · Галина Степанова · Мария Фадеева · Нина Черемисина (рул)                                                           | 3:17,03 | ГДР · Уте Скорупски · Марита Зандиг · Ангелика Ноак · Керстен Найссер · Кирстен Венцель (рул)                                                   | 3:18,25 | Румыния · Джорджета Машка · Флорика Силаги · Мария Фричою · Элена Аврам · Анета Матей (рул)                                                                 | 3:19,98 |
| Восьмёрки W8+          | СССР · Валентина Ермакова · Мария Пазюн · Нина Антонюк · Татьяна Буняк · Надежда Дергаченко · Нина Уманец · Елена Терёшина · Ольга Пивоварова · Нина Фролова (рул) | 2:58,09 | ГДР · Сильвия Фрёлих · Ренате Ной · Мартина Бёслер · Ютта Рек · Петра Кёлер · Илона Рихтер · Рамона Капхайм · Карин Метце · Марина Вильке (рул) | 2:59,36 | США · Сьюзан Таттл · Патрисия Бринк · Джанет Харвилл · Мэри О’Коннор · Патрисия Спратлин · Джинн Флэнаган · Кэрол Браун · Кэрол Бауэр · Холлис Хаттон (рул) | 2:59,91 |

## Командный зачёт
| Место | Страна         | Золото | Серебро | Бронза | Всего |
| ----- | -------------- | ------ | ------- | ------ | ----- |
| 1     | ГДР            | 9      | 3       | 2      | 14    |
| 2     | СССР           | 2      | 2       | 1      | 5     |
| 3     | Норвегия       | 2      | 0       | 0      | 2     |
| 4     | Румыния        | 1      | 1       | 3      | 5     |
| 5     | США            | 1      | 1       | 2      | 4     |
| 6     | Великобритания | 1      | 0       | 1      | 2     |
| 7     | Испания        | 1      | 0       | 0      | 1     |
| 7     | Финляндия      | 1      | 0       | 0      | 1     |
| 9     | Чехословакия   | 0      | 3       | 0      | 3     |
| 10    | Нидерланды     | 0      | 2       | 2      | 4     |
| 11    | ФРГ            | 0      | 2       | 1      | 3     |
| 12    | Болгария       | 0      | 2       | 0      | 2     |
| 13    | Канада         | 0      | 1       | 0      | 1     |
| 13    | Новая Зеландия | 0      | 1       | 0      | 1     |
| 15    | Швейцария      | 0      | 0       | 2      | 2     |
| 16    | Австрия        | 0      | 0       | 1      | 1     |
| 16    | Италия         | 0      | 0       | 1      | 1     |
| 16    | Польша         | 0      | 0       | 1      | 1     |
| 16    | Франция        | 0      | 0       | 1      | 1     |
| Всего | Всего          | 18     | 18      | 18     | 54    |